# 2019年12月摩加迪沙恐怖袭击
2019年12月28日，在索马里摩加迪沙的Ex-Control Afgoye警察检查站發生一場自殺式卡车炸弹襲擊，導致至少85人死亡，12人失蹤，超过140人受伤。事後沒有組織或個人對此次襲擊宣佈負責。此次襲擊是自2017年10月摩加迪沙恐怖袭击以来，索马里最嚴重的袭击事件。

## 襲擊
袭击发生在摩加迪沙郊区高峰时间的一个名叫Ex-Control Afgoye的警察检查站，而警察检查站附近恰好有一家税务局 。
卡车爆炸对周围地区造成了严重破坏。许多遇难者和受伤者是返回贝纳迪尔大学上课的大学生。在爆炸案中有四名外国人丧生，包括两名土耳其国民。遇難的土耳其公民是在爆炸发生时正負責修建一条从检查站到市区道路的工程师。遇难者还包括17名警察。

## 襲擊者
没有一个组织声称对这次袭击负责，但是伊斯兰激進組織索馬里青年黨有重大嫌疑 ，该组织以在索馬里首都进行自杀式袭击而闻名。

## 反應
2019年12月30日，美國對青年黨的2處據點發動3次空襲，殺死4名恐怖分子。